# Barry Andrews
Barry Andrews (nascido em 1944) é um ator britânico, mais conhecido por seu trabalho em filmes de terror, tais como Dracula Has Risen from the Grave (1968) e The Blood on Satan's Claw (1971). Também desempenhou o papel principal de Jon Pigeon na comédia erótica I'm Not Feeling Myself Tonight (1975).
Suas outras atuações incluem pequenos papéis em filmes como Revenge (1971), Rentadick (1972), The Spy Who Loved Me (1977) e North Sea Hijack (1979).